# Breaza (gmina w okręgu Buzău)
Breaza – gmina w Rumunii, w okręgu Buzău. Obejmuje miejscowości Breaza, Bădeni, Greceanca, Văleanca-Vilănești i Vispești. W 2011 roku liczyła 2913 mieszkańców.